# Dmitri Filippov
Dmitri Rudolfovich Filippov, en alfabeto ruso Дмитрий Рудольфович Филиппов, (Krasnodar, 19 de mayo de 1969) fue un jugador de balonmano ruso que se desenvolvía como central o extremo izquierdo. Su último club como profesional fue el HC Aschersleben.
Fue un componente de la Selección de balonmano de Rusia, con la que ganó la medalla de oro en los Juegos Olímpicos de Sídney 2000, la medalla de oro en los Juegos Olímpicos de Barcelona 1992 (con el equipo unficado), la medalla de oro en el Campeonato Mundial de Balonmano Masculino de 1993, la plata en el Campeonato Europeo de Balonmano Masculino de 1994, la plata en el Campeonato Mundial de Balonmano Masculino de 1999 y la plata en el Campeonato Europeo de Balonmano Masculino de 2000.

## Clubes

### Como jugador
- SKIF Krasnodar ( -1994)
- Stjarnan Garðabæ (1994-1996)
- LTV Wuppertal (1996-2001)
- HC Empor Rostock (2001-2002)
- SV Anhalt Bernburg (2002-2007)
- HC Aschersleben (2007-2011)

### Como entrenador
- HC Ascherleben (2007-2011)
- HV Wernigerode (2011-2013)
- HC Ascherleben (2013- )